# Edifici de la Immobiliària Catalana
L'Edifici de la Immobiliària Catalana està situat a la Via Laietana, 28 de Barcelona i està catalogat com a bé amb element d'interès (Categoria C).

## Història
Contemporani de la veïna Casa Cambó, va ser encarregat el 1925 per Francesc Cambó a l'arquitecte Adolf Florensa com a seu de la societat anònima Immobiliària Catalana. Des del 1927, va ser també la seu de la Casa de América de Barcelona.

## Descripció
És un edifici d'oficines en cantonada, format per dos cossos, el principal de soterrani, planta baixa, entresol i cinc pisos, i el que fa cantonada als carrers del Pare Gallifa i dels Mercaders, de planta baixa i pis.
La façana de la Via Laietana té una composició simètrica de finestres respecte de l'eix vertical del portal principal d'arc de mig punt i que arriba fins a l'entresòl. El parament està fet d'estuc imitant carreus, excepte a la planta baixa, a la cantonada i a la part central, que és de franges horitzontals. Una imposta separa l'últim pis de la resta.